# Gurgintius
Gurgintius est un roi légendaire du royaume de l'île de Bretagne (actuelle Grande-Bretagne), qui est mentionné par Geoffroy de Monmouth dans son Historia regum Britanniae (vers 1135).

## Contexte
Ce roi est mentionné par Geoffroy de Monmouth comme le 11e des 25 souverains qui règnent entre la mort de Katellus [Cadell ap Geraint] et Heli [Beli Mawr] . Il succède à  Clotenus [Clydno] et il a comme successeur Merianus [Meirion]. Rien d'autre n'est indiqué sur son règne Le Brut y Brenhinedd transforme son nom en Gwrwst et la version Cleopatra en fait le fils de son prédécesseur, Clydno, et le père de son successeur, Meirion comme dans les généalogies postérieures . L'équivalent gallois de Gurgintius devait être Gwrin.

## Sources
- Geoffroy de Monmouth Histoire des rois de Bretagne, traduit et commenté par Laurence Mathey-Maille, Édition Les belles lettres, coll. « La roue à livres », Paris, 2004,  (ISBN 2-251-33917-5)
- (en) Peter Bartrum, A Welsh classical dictionary: people in history and legend up to about A.D. 1000, Aberystwyth, National Library of Wales, 1993, p. 339 GURGINTIUS, fictitious king of Britain. (Second century B.C.).